# Prieuré hospitalier de Gatchina
Le Prieuré de Gatchina (en russe : Приоратский Замок, Prioratski Zamok) est situé à Gatchina en Russie. Ce palais prévu par Paul Ier pour être le siège du grand prieuré de Russie fut remis à l'ordre de Saint-Jean de Jérusalem.

## Construction
La construction débuta en 1798 et se termina en 1799. Cette petite demeure ressemble à un manoir gothique avec un clocher, comme un petit prieuré allemand. L'empereur Paul Ier en commande les plans à l'architecte Nikolaï Lvov, ce qui explique qu'il reste quelques éléments classiques. Il est considéré comme « unique et sans équivalent en Russie. »

### Classement
Le site, constitué du palais et de son parc, est considéré comme un bien du patrimoine culturel russe et bénéficie d'une protection fédérale.

## Histoire
Le Palais a été donné à l'Ordre par un décret du Paul Ier daté du 23 août 1799. À la suite de son élection au titre de grand maître de l'ordre de Saint-Jean de Jérusalem en 1799, il destine le Prieuré à la protection et la vénération de la parcelle de la Vraie Croix, de la Mère de Dieu de Philerme et de la relique de la main de Saint-Jean-Baptiste, trésors religieux de l'Ordre de Saint-Jean de Jérusalem, qui ont quitté l'île de Malte après la conquête napoléonienne en 1798. À la mort du Tsar en 1801, les reliques rejoignent la cathédrale du Palais d'Hiver à Saint-Pétersbourg.